# Alloxysta leunisii
Alloxysta leunisii är en stekelart som först beskrevs av Hartig 1841.  Alloxysta leunisii ingår i släktet Alloxysta, och familjen glattsteklar. Arten är reproducerande i Sverige.